# Dominique Robert (poète)
Pour les articles homonymes, voir Dominique Robert et Robert.
Dominique Robert, née en 1957 à Hull, est une poétesse canadienne.

## Œuvres
- Jeux et portraits, Laval, (Québec), Canada, Éditions Trois, coll. « Topaze », 1989, 72 p.  (ISBN 2-920887-05-X)
- Moins malheureux que toi ma mère, nouvelles,  Montréal, (Québec), Canada, Éditions Les herbes rouges, 1990, 45 p.  (ISBN 2-89272-063-X)
- Jours sans peur, nouvelles, Montréal, (Québec), Canada, Éditions Les herbes rouges, 1994, 124 p.  (ISBN 2-89419-052-2)
- Sourires, Montréal, (Québec), Canada, Éditions Les herbes rouges, 1997, 91 p.  (ISBN 2-89419-112-X)
- Caillou, calcul, Montréal, (Québec), Canada, Éditions Les herbes rouges, 2000, 56 p.  (ISBN 2-89419-176-6)
- Pluie heureuse, Montréal, (Québec), Canada, Éditions Les herbes rouges, 2004, 57 p.  (ISBN 2-89419-231-2)
- Leçons d'extérieur, Montréal, (Québec), Canada, Éditions Les herbes rouges, 2009,  (ISBN 978-2-89419-287-0)
- Chambre d'amis, roman, Montréal, (Québec), Canada, Éditions Les herbes rouges, 2010, 157 p.  (ISBN 978-2-89419-307-5)

- Prix littéraire Jacques-Poirier-Outaouais, 2012
- La Cérémonie du maître, Montréal, (Québec), Canada, Éditions Les herbes rouges, 2014, 135 p.  (ISBN 978-2-89419-424-9)

- Grand prix du livre de Montréal